# Akantus-familien
Akantus-familien (Acanthaceae) består for det meste af tropiske planter med over 200 slægter og ca. 3500 arter. Her nævnes kun de slægter, der er repræsenteret ved arter, som dyrkes i Danmark, eller som er vildtvoksende her.
| Slægter |

- Akantus (Acanthus)
- Krossandra (Crossandra)
- Lykkeaks (Beloperone)
- Thunbergia
- Zebraplante (Aphelandra)